# Koellensteinia elegantula
Koellensteinia elegantula är en orkidéart som beskrevs av Rudolf Schlechter. Koellensteinia elegantula ingår i släktet Koellensteinia och familjen orkidéer.
Artens utbredningsområde är Colombia. Inga underarter finns listade i Catalogue of Life.